# Juliana Insfrán de Martínez
Juliana Insfrán Speratti (Villarrica, 1846 - Ñeembucú, 21 de diciembre de 1868) fue esposa del coronel Francisco Martínez y mártir durante la Guerra de la Triple Alianza.

## Biografía
Juliana Insfrán Speratti nació en Villarrica en 1846 hija de José Saturnino Insfrán Azcona y de Josefa del Rosario de la Cruz Speratti Meaurio, hermana de Ramona Insfrán, contrajo matrimonio con el coronel Francisco Martínez; pariente legítima de Don Carlos Antonio López por parte de la madre del Presidente, por tanto, prima en línea directa del mariscal Francisco Solano López. 
Fue intima amiga de Madame Lynch; cuando ocurrió la capitulación de su esposo en Isla Po'i, ella se encontraba en la capital.
El coronel Martínez había luchado 11 días con todas sus fuerzas y hasta quemar su último frente a un enemigo que lo rodeó; el mismo enemigo le rindió honores por su bravura en el momento de su rendición.
Cuando el mariscal López recibió la noticia de la capitulación del coronel Martínez, mando llamar a San Fernando pues ella se encontraba en la capital.

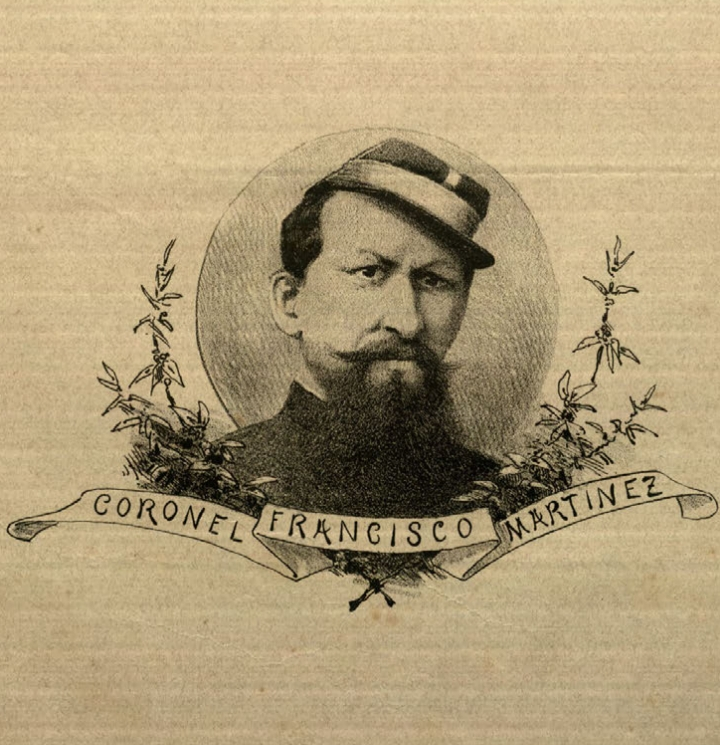
Cnel. Martínez, esposo de Juliana Insfrán

Para aquel entonces un miembro de la iglesia y un cirujano (Juan Evangelista Barrios y Roque Céspedes respectivamente) ya la habían involucrado a ella y su esposo en un supuesto complot para matar a López.
Cuando fue interrogada por el tribunal sobre la supuesta participación suya y la de su esposo, ella contestó: “No tengo ningún conocimiento sobre ninguna conspiración” “si esas personas han dicho algo en mi contra ha faltado a la verdad, mi marido jamás me habló de nada parecido a un complot, El es incapaz de cometer una traición y de todo acto contrario a las leyes del honor”
Al insistírsele el tribunal sobre el supuesto delito ella insistió: “Ni yo ni mi marido, somos capaces de semejante traición –contestó Juliana, con resolución y energía. Mi marido es un militar muy pundonoroso, y ha servido a la patria con honor y valentía, Yo, la mujer de ese héroe, llevo con dignidad su nombre”.
Juliana Insfrán fue azotada y torturada; furioso el Mariscal López por la resistencia de su prima, la mando sodomizar por un prisionero de color y sufrió el famoso cepo uruguayana.
Al retirarse el ejército de San Fernando con dirección a Villeta, fue conducida a pie.
Nuevamente sometida a interrogatorio, los fiscales volvieron a insistir sobre el supuesto complot pero no pudieron arrancarle la confesión de culpabilidad.
Cuando era llevada a Potrero Mármol para ser fusilada, su cuerpo estaba lleno de infames heridas, soportó con valentía todo el sufrimiento a la que fue sometida, finalmente fue fusilada por la espalda como "traidora a la patria y al Supremo Gobierno" el 21 de diciembre de 1868, junto a otras personalidades involucradas en el supuesto complot, minutos antes de comenzar la batalla de Lomas Valentinas.